# Muel (Ille-et-Vilaine)
Muel (bretonisch: Moel; Gallo: Muéu) ist eine französische Gemeinde mit 912 Einwohnern (Stand: 1. Januar 2022) im Département Ille-et-Vilaine in der Region Bretagne; sie gehört zum Arrondissement Rennes und zum Kanton Montauban-de-Bretagne.

## Geographie
Muel liegt etwa 35 Kilometer westlich von Rennes am Fluss Meu. Im Süden verläuft dessen Zufluss Comper. Umgeben wird Muel von den Nachbargemeinden Saint-Onen-la-Chapelle im Norden, Saint-Maugan im Nordosten und Osten, Bléruais im Osten, Saint-Malon-sur-Mel im Südosten, Paimpont im Süden, Concoret im Südwesten sowie Gaël im Westen.

## Bevölkerungsentwicklung
| Jahr                       | 1962 | 1968 | 1975 | 1982 | 1990 | 1999 | 2006 | 2013 | 2020 |
| Einwohner                  | 1083 | 928  | 803  | 709  | 653  | 648  | 763  | 884  | 884  |
| Quellen: Cassini und INSEE |      |      |      |      |      |      |      |      |      |

## Sehenswürdigkeiten

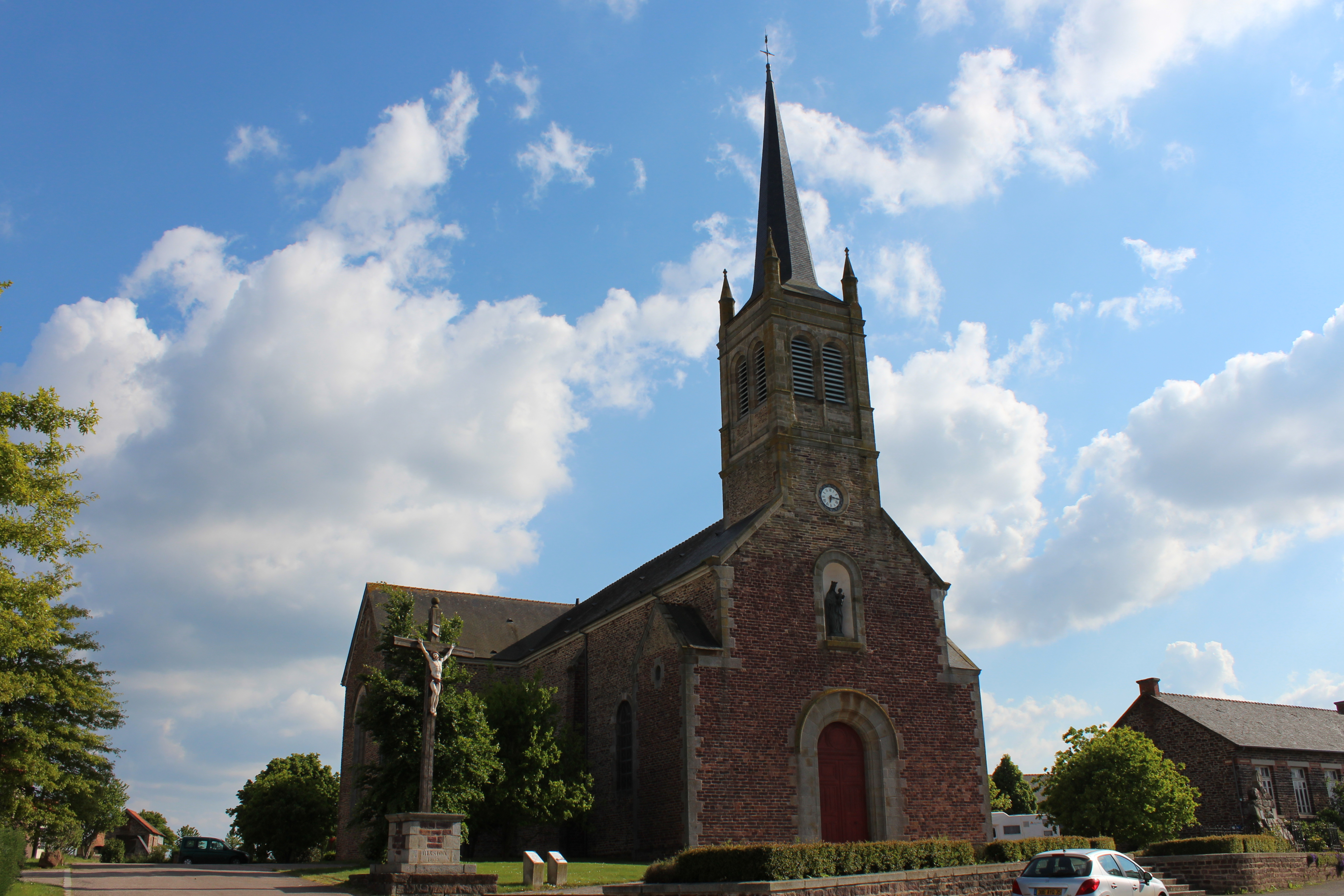
Kirche Notre-Dame
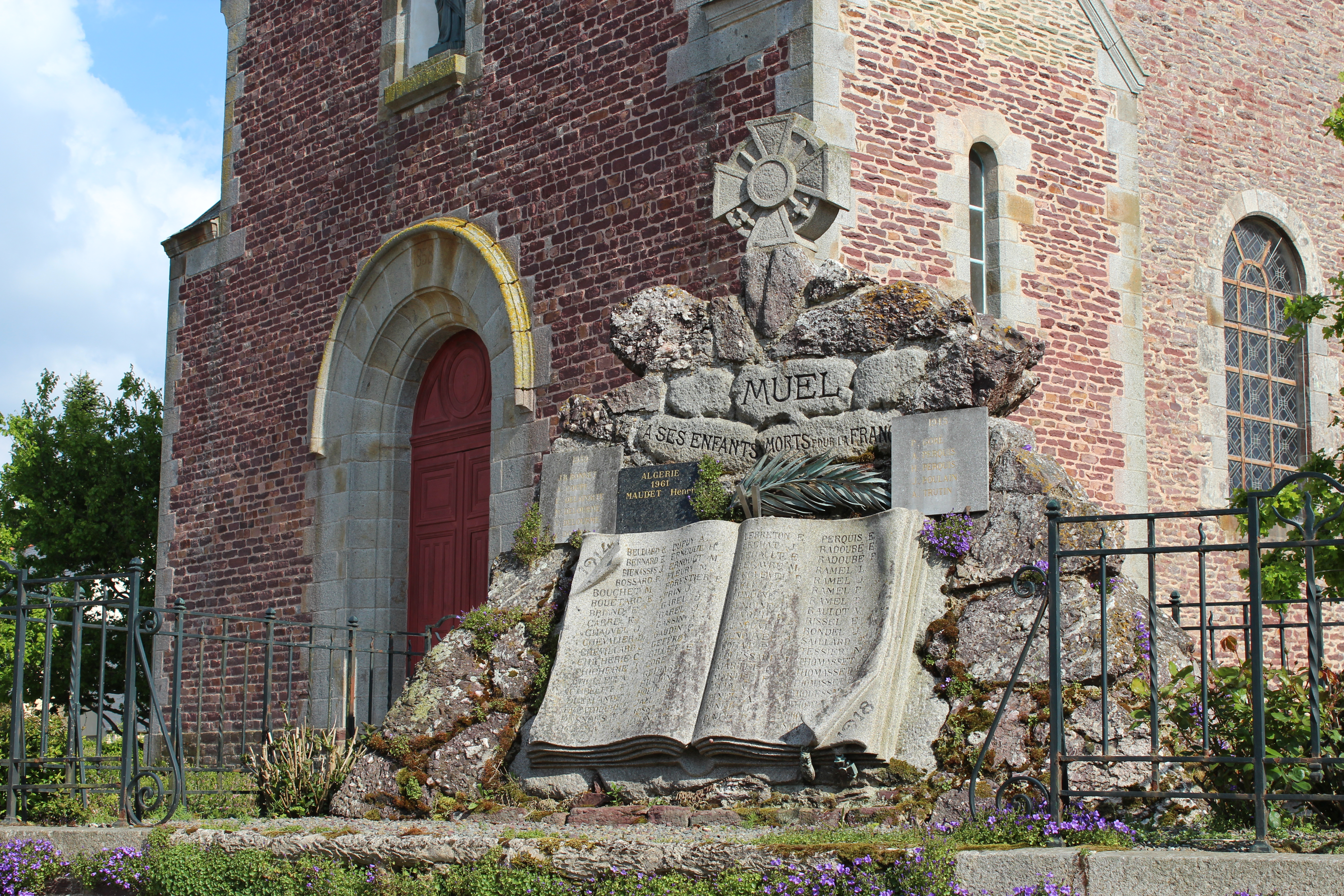
Gefallenendenkmal

- Kirche Notre-Dame
- Gefallenendenkmal

## Gemeindepartnerschaft
Mit der gleichnamigen spanischen Gemeinde Muel in der Provinz Saragossa (Aragonien) besteht eine Partnerschaft.